# Швидкісний трамвай Ріо-де-Жанейро
Швидкісний трамвай Ріо-де-Жанейро (порт. VLT do Rio de Janeiro) — міський легкорейковий громадський транспорт, обслуговуючий історичний район Центр Ріо-де-Жанейро.
На грудень 2017 року мережа складається з двох ліній і 26 станцій, відкритих у період між 2016 і 2017 роками, в 2018 році має бути відкрита третя лінія.

## Лінії
Згідно з проектом, мережа швидкісного трамвая Ріо-де-Жанейро матиме три лінії.
Лінія № 1
- завдовжки 14 км, 19 станцій.

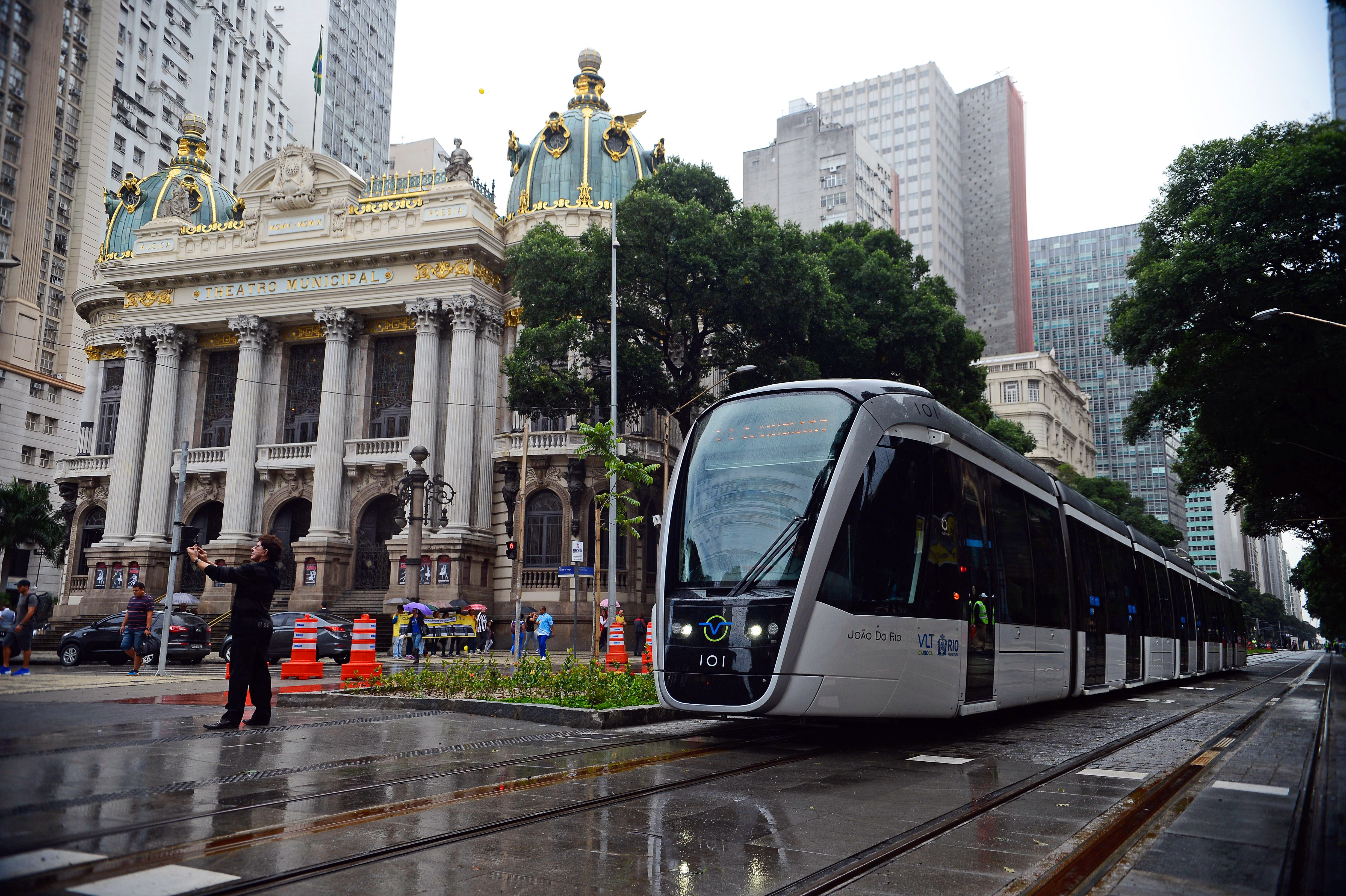
Перший рейс швидкісного трамвая Ріо. Трамвай проїжджає повз Міського театру Ріо-де-Жанейро.

Прямує від станції «Сантос-Дюмон», через автовокзал Ново-Ріо (станція «Родовіаріа»), до станції «Прайя-Формоза». Пересадки в аеропорт Сантос-Дюмон,  канатної дороги Teleférico da Providência, автовокзалу Падре-Енріке-Отета та круїзного терміналу Pier Maaua.
Лінія прямує по вулиці Ріо-Бранко, далі через район порт Ріо-де-Жанейро.
Рух на лінії №1 відкрито 5 червня 2016 р.
Лінія № 2
- завдовжки 11 км, 14 станцій, вісім з яких спільні з лінією №1.

Прямує від площі П'ятнадцятого листопаду (станція «Праса XV»), через залізничну станцію "Сентрал-ду-Бразил" (станція «Сентрал»), автовокзал Ново-Ріо (станція «Родовіаріа»), до станції «Прайя-Формоза».
Введено в експлуатацію 6 лютого 2017 р
Лінія № 3
- завдовжки 6 км, з 10 станцій, шість з яких спільні з лінією №1, а одна - з лінією №2.

Має прямувати від станції «Аеропорт Сантос-Дюмон», новою ділянкою з трьома станціями на Авеніда Марешаль Флоріано до залізничного вокзалу Сентрал-ду-Бразил (станція Сентрал).
Будівництво має бути розпочато у березні 2018 року

## Рухомий склад

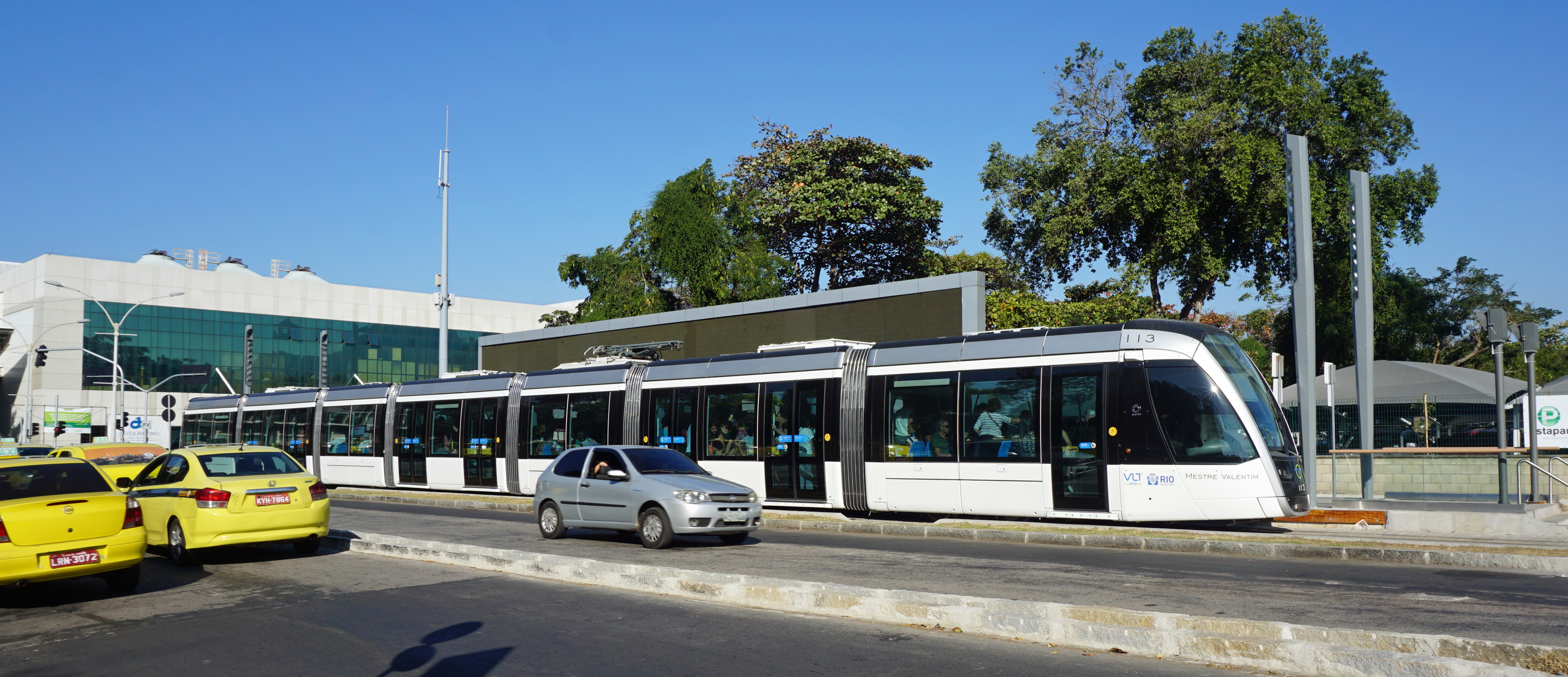
Трамвай Citadis 402 на кінцевій станції Сантос- Дюмон

Система використовує трамваї марки «Citadis» серії 402, з семи секцій, з низькою підлогою, які випускаються французькою фірмою Alstom на заводах в Ла-Рошель (Франція) і в Таубате (Бразилія).
Кожен трамвай є повністю низькопідлоговим, складається із семи секцій і вміщує 420 осіб. Потяги є двосторонніми (можуть рухатися в обох напрямках і мають двері з обох сторін), вагони обладнані кондиціонерами.
Живлення потягів — 750 В, постійний струм, здійснюється від контактної рейки (втім, у трамваїв є і пантограф, для маневрів в депо). На деяких ділянках трамвайної мережі контактної рейки немає, там трамваї мають живлення від іоністорів — конденсаторів особливого типу, великої місткості, які накопичують електроенергію як від мережі, так і ту, що генерує трамвай при гальмуванні.